# Bunatrahir Bay
Bunatrahir Bay är en vik i republiken Irland. Den ligger i grevskapet Maigh Eo och provinsen Connacht, i den nordvästra delen av landet.